# Stewie ama a Lois
Stewie Loves Lois (titulado Stewie ama a Lois en España e Hispanoamérica) es el primer episodio de la quinta temporada de la serie Padre de familia emitido el 10 de septiembre de 2006 a través de FOX. El episodio está escrito por Mark Hentemann y dirigido por Mike Kim.
El argumento se divide en dos tramas: por un lado Lois consigue ganarse el afecto de Stewie después de salvar (i.e. arreglar) su oso de peluche después de que un rottweiler lo destrozase, aunque pronto la madre empieza a cansarse de tantos mimos. Por otro lado, Peter cree haber sido víctima de abusos sexuales por parte del Dr. Hartman después de someterse a un examen de próstata, razón por la que emprende una demanda judicial contra él.
Las críticas recibidas fueron dispares por parte de la crítica. En cuanto a la cuota de pantalla Nielsen, el episodio fue visto por 9,93 millones de televidentes.

## Argumento
Mientras en Quahog se sufre la típica epidemia de gripe, Peter acude al hospital para vacunarse, pero debido a la escasez de vacunas, estas están reservadas para la población anciana, aunque consigue pincharse por sí solo al fingir caerse hacia la inyección. Mientras el Dr. Hartman observa su historial descubre que el paciente todavía no se ha sometido a un examen de próstata, chequeo al que Peter accede a pesar de desconocer el procedimiento rectal, lo que interpreta como un intento de violación cuando el médico introduce el dedo en el recto y huye del hospital atemorizado, aunque Lois no le da ninguna importancia, no siendo así por parte de sus amigos los cuales empiezan a pensar que también sufrieron acoso por parte del Dr. Hartman por lo que decide demandarle a pesar de los intentos de Lois de disuadirle.
Tras comenzar el proceso judicial, Peter exagera la historia ante el juez, el cual también se sometió al mismo chequeo, por lo que la versión de este cae en saco roto hasta que le pide que "recuerde" calando hondo en el juez, el cual falla sentencia al declararle culpable e inhabilitarle para ejercer la medicina.
Mientras Peter celebra el fallo judicial con sus amigos en el bar, empieza a orinar con demasiada frecuencia, lo cual preocupa a estos hasta que Seamus le comenta que puede tener la próstata inflamada y le sugiere que se someta a un chequeo, sin embargo, ningún médico desea atenderle después del pleito por lo que desesperado, recurre al Dr. Hartman, el cual también se niega, no obstante su juramento hipocrático le obliga a hacerlo y se ofrece a examinarle de todas maneras. Como señal de agradecimiento, Peter se disculpa ante el Dr. Hartman y vuelve a los tribunales con el exmédico para que el juez le devuelva su cargo.
Por otro lado, Stewie juega en el parque infantil con Rupert, su oso de peluche hasta que se acerca un perro de raza rottweiler y se lleva el peluche, ante la llamada de socorro, Lois pelea con el perro para quitarle el juguete de la boca, sin embargo Rupert acaba destrozado para pesar de Stewie hasta que Lois lo cose con zurcidos dejándolo como nuevo. Después del trabajo de su madre, Stewie piensa que después de todo no es tan mala como pensaba y promete entablar una relación madre-hijo que en un principio entusiasma a una Lois sorprendida por lo cariñoso que se ha vuelto hasta que empieza a agobiarse de la dependencia de su hijo hacia ella.
Tal es el estrés, que en una noche tiene una pesadilla en la que mata a su hijo. Horrorizada por el pensamiento, le pide consejo a Brian, el cual le sugiere ignorarle. Al mismo tiempo, Stewie intenta llamar su atención mediante varias estratagemas (agresividad, alegar envenenamiento tras ingerir varias pastillas y fingir su muerte) sin éxito hasta que finalmente cae por las escaleras fracturándose el brazo por lo que Lois se arrepiente por haberle ignorado y promete darle todo su amor, sin embargo Stewie rechaza sus disculpas por su comportamiento y vuelve a odiarla.

## Producción
La escena en la que Stewie fantasea con agredir a Lois con movimientos y técnicas de artes marciales fue inspirada por el guionista de la serie Mark Hentemann, el cual cuando iba al colegio siempre explicaba a sus conocidos en las peleas en las que dijo haber estado. MacFarlane admitió sentirse mal por la frase en la que Stewie comparaba a Lois con Bonnie Hunt "pero en mujer", aunque la propia actriz le llamó para decirle que le gustó el episodio. La escena en la que Stewie se acuesta sobre los senos de su madre y Peter [mientras duerme] confunde la nariz con uno de los pezones de su mujer fue parcialmente recortada por las políticas de la cadena, sin embargo en la edición DVD fue incluida la escena completa en la que Peter le metía el dedo en la boca creyendo que le estaba acariciando la zona genital mientras comentaba "estar a punto de caramelo".
Por una razón no aclarada, el sonido de las pisadas de Lois al bajar al sótano en su pesadilla fue prácticamente inaudible debido al hecho de que Stewie estaba conversando con su madre. No obstante, la escena fue modificada en varias ocasiones al no considerarla lo bastante cómica para la audiencia. MacFarlane declaró en el audiocomentario del DVD que la escena en la que Peter plantaba cara a su profesor durante un examen era una referencia a "todas las chorradas de los años 80".
Aparte del reparto habitual, el episodio contó con la participación de los actores Ellen Albertini Dow, Dave Boat, Phil LaMarr, Kevin Michael Richardson y Anne-Michelle Seiler.